# Wereldkampioenschappen kunstschaatsen 2005
De Wereldkampioenschappen kunstschaatsen is een evenement dat georganiseerd wordt door de Internationale Schaatsunie, in deze competitie doen kunstschaatsers mee. De winnaar mag zich kronen tot wereldkampioen kunstschaatsen. Dit evenement is het meest prestigieuze evenement van het jaar in de kunstrijdwereld.
In 2005 werden de kampioenschappen van 14 tot en met 20 maart gehouden in het Sportpaleis Loezjniki in Moskou. Moskou was voor het eerst gaststad voor het WK kunstschaatsen. Het was de vierde keer dat een WK in  Rusland plaatsvond, in 1896 werd het eerste WK voor mannen, in 1903 ook alleen de mannen, en in 1908 werd het eerste WK voor paren in Sint-Petersburg gehouden.
Voor de mannen was het de 95e editie, voor de vrouwen de 85e editie, voor de paren de 83e editie, en voor de ijsdansers de 53e editie.

## Deelname
Elk lid van de ISU kon één schaatser/één paar aanmelden per discipline. Extra startplaatsen (met en maximum van drie per discipline) zijn verdiend op basis van de eindklasseringen op het WK van 2004.
Bij de mannen en vrouwen vond er eerst een kwalificatieronde plaats in twee groepen (A + B), hiervan mochten de eerste vijftien per groep de korte kür rijden waarna er nog eens zes afvielen zodat er vierentwintig deelnemers aan de lange kür deelnamen. Ook bij het ijsdansen kwalificeerden de beste vierentwintig koppels zich voor de vrije dans.
Om deel te nemen moet een deelnemer/deelneemster op 1 juli voorafgaand aan het kampioenschap minimaal vijftien jaar oud zijn.

### Deelnemende landen
Vierenveertig landen schreven deelnemers in voor dit toernooi, zij zouden samen 136 startplaatsen invullen. (Tussen haakjes het totaal aantal startplaatsen over de vier disciplines.) 
| Rusland (11) Verenigde Staten (10) Canada (8) China (7) Frankrijk (7) Duitsland (6) Japan (6) Oekraïne (5) Israël (5) | Bulgarije (4) Hongarije (4) Italië (4) Zwitserland (4) Australië (3) Azerbeidzjan (3) Mexico (3) Polen (3) Verenigd Koninkrijk (3) | Wit-Rusland (3) België (2) Estland (2) Finland (2) Litouwen (2) Oezbekistan (2) Oostenrijk (2) Roemenië (2) Slovenië (2) | Spanje (2) Turkije (2) Zuid-Afrika (2) Zweden (2) Armenië (1) Bosnië en Herzegovina (1) Georgië (1) Hongkong (1) Kroatië (1) | Letland (1) Luxemburg (1) Nederland (1) Nieuw-Zeeland (1) Servië en Montenegro (1) Taiwan (1) Tsjechië (1) Zuid-Korea (1) |

## Medailleverdeling
Bij de mannen stond een geheel nieuw trio op het erepodium, dit was behalve het eerste kampioenschap in 1896 en het eerste toernooi na de Tweede Wereldoorlog in 1947 na zeven jaar onderbreking, het vierde toernooi waarop dit plaatsvond, in 1966, 1981 en 1989 was dit ook het geval.
Stéphane Lambiel werd de tweede Zwitserse wereldkampioen bij de mannen, Hans Gerschwiler was  in 1947 de eerste.
Bij de vrouwen veroverde Irina Sloetskaja haar tweede wereldtitel, ook in 2002 werd ze wereldkampioen. Het was haar zesde medaille, in 1996 werd ze derde en in 1998, 2000 en 2001 tweede. Sasha Cohen op plaats twee veroverde haar tweede WK-medaille, in 2004 werd ze ook tweede. Carolina Kostner op de derde plaats veroverde haar eerste WK-medaille. Zij trad hiermee in de voetsporen van haar landgenote Susanna Driano die in 1978 (ook derde) voor haar op het erepodium plaatsnam bij de vrouwen.
Bij het paarrijden prolongeerden Tatiana Totmianina / Maxim Marinin hun in 2004 veroverde wereldtitel, het was hun vierde WK-medaille, in 2002 en 2003 werden ze tweede.  Maria Petrova / Aleksej Tichonov op plaats twee veroverden hun tweede medaille, in 2003 werden ze derde. Zhang Dan / Zhang Hao op plaats drie veroverden hun eerste WK-medaille.
Bij het ijsdansen prolongeerden Tatiana Navka / Roman Kostomarovde hun in 2004 veroverde wereldtitel, het was hun tweede medaille. Tanith Belbin / Benjamin Agosto op plaats twee veroverden hun eerste WK-medaille en ook voor Elena Grushina / Ruslan Goncharov op plaats drie was het hun eerste WK-medaille.
| Discipline | Goud ·                              | Zilver ·                         | Brons ·                              |
| ---------- | ----------------------------------- | -------------------------------- | ------------------------------------ |
| Mannen     | Stéphane Lambiel                    | Jeffrey Buttle                   | Evan Lysacek                         |
| Vrouwen    | Irina Sloetskaja                    | Sasha Cohen                      | Carolina Kostner                     |
| Paren      | Tatjana Totmjanina / Maksim Marinin | Maria Petrova / Aleksej Tichonov | Zhang Dan / Zhang Hao                |
| IJsdansen  | Tatjana Navka / Roman Kostomarov    | Tanith Belbin / Benjamin Agosto  | Olena Hroesjyna / Roeslan Hontsjarov |

## Uitslagen

### Mannen / Vrouwen
| Mannen                 | Mannen                   | Mannen                       | Mannen | Mannen      | Mannen    | Mannen    |
| #                      | naam (deelnames)         | land                         | punten | kwalif. A/B | korte kür | lange kür |
| ---------------------- | ------------------------ | ---------------------------- | ------ | ----------- | --------- | --------- |
| Goud                   | Stéphane Lambiel (4)     | Vlag van Zwitserland         | 262.46 | 1B          | 1         | 1         |
| Zilver                 | Jeffrey Buttle (3)       | Vlag van Canada              | 245.69 | 4B          | 3         | 2         |
| Brons                  | Evan Lysacek (1)         | Vlag van Verenigde Staten    | 239.29 | 3B          | 4         | 4         |
| 4                      | Johnny Weir (2)          | Vlag van Verenigde Staten    | 236.06 | 4A          | 9         | 6         |
| 5                      | Li Chengjiang (6)        | Vlag van China               | 235.67 | 3A          | 6         | 7         |
| 6                      | Brian Joubert (4)        | Vlag van Frankrijk           | 235.29 | 2B          | 2         | 13        |
| 7                      | Emanuel Sandhu (6)       | Vlag van Canada              | 231.16 | 7A          | 11        | 3         |
| 8                      | Kevin Van der Perren (6) | Vlag van België              | 229.94 | 8B          | 12        | 5         |
| 9                      | Frédéric Dambier (3)     | Vlag van Frankrijk           | 226.88 | 11B         | 10        | 8         |
| 10                     | Timothy Goebel (6)       | Vlag van Verenigde Staten    | 222.57 | 9B          | 14        | 9         |
| 11                     | Andrei Griazev (3)       | Vlag van Rusland             | 216.62 | 8A          | 8         | 16        |
| 12                     | Stefan Lindemann (5)     | Vlag van Duitsland           | 213.54 | 2A          | 23        | 10        |
| 13                     | Ivan Dinev (12)          | Vlag van Bulgarije           | 213.09 | 6A          | 18        | 11        |
| 14                     | Kristoffer Berntsson (5) | Vlag van Zweden              | 211.97 | 12B         | 13        | 14        |
| 15                     | Daisuke Takahashi (2)    | Vlag van Japan               | 210.35 | 6B          | 7         | 18        |
| 16                     | Zhang Min (6)            | Vlag van China               | 208.10 | 7B          | 22        | 12        |
| 17                     | Sergej Dobrin (1)        | Vlag van Rusland             | 207.20 | 5A          | 15        | 15        |
| 18                     | Gheorghe Chiper (5)      | Vlag van Roemenië            | 199.18 | 10B         | 17        | 17        |
| 19                     | Roman Serov (1)          | Vlag van Israël              | 191.21 | 13B         | 16        | 20        |
| 20                     | Karel Zelenka (2)        | Vlag van Italië              | 189.67 | 10A         | 19        | 19        |
| 21                     | Jamal Othman (1)         | Vlag van Zwitserland         | 186.48 | 11A         | 21        | 21        |
| 22                     | Sergej Davydov (5)       | Vlag van Wit-Rusland         | 178.73 | 9A          | 26        | 22        |
| 23                     | Viktor Pfeifer (1)       | Vlag van Oostenrijk          | 178.06 | 14B         | 20        | 23        |
| -                      | Jevgeni Ploesjenko (7)   | Vlag van Rusland             |        | 1A          | 5         | tzt *     |
| Vrije kür niet bereikt |                          |                              |        |             |           |           |
| 25                     | Vachtang Moervanidze (9) | Vlag van Georgië             |        | 12A         | 24        |           |
| 26                     | Samuel Contesti (1)      | Vlag van Frankrijk           |        | 5B          | 29        |           |
| 27                     | Zoltán Tóth (5)          | Vlag van Hongarije           |        | 15A         | 25        |           |
| 28                     | Ari-Pekka Nurmenkari (3) | Vlag van Finland             |        | 13A         | 27        |           |
| 29                     | John Hamer (1)           | Vlag van Verenigd Koninkrijk |        | 14A         | 28        |           |
| 30                     | Trifun Zivanovic (3)     |                              |        | 15B         | 30        |           |
| Korte kür niet bereikt |                          |                              |        |             |           |           |
|                        | Bradley Santer (4)       | Vlag van Australië           |        | 16A         |           |           |
|                        | Tomáš Verner (4)         | Vlag van Tsjechië            |        | 16B         |           |           |
|                        | Andrei Dobrokhodov (2)   | Vlag van Azerbeidzjan        |        | 17A         |           |           |
|                        | Silvio Smalun (2)        | Vlag van Duitsland           |        | 17B         |           |           |
|                        | Konstantin Toepikov (2)  | Vlag van Oekraïne            |        | 18A         |           |           |
|                        | Maciej Kus (2)           | Vlag van Polen               |        | 18B         |           |           |
|                        | Gregor Urbas (5)         | Vlag van Slovenië            |        | 19A         |           |           |
|                        | Yon Garcia (6)           | Vlag van Spanje              |        | 19B         |           |           |
|                        | Aidas Reklys (4)         | Vlag van Litouwen            |        | 20A         |           |           |
|                        | Alper Ucar (1)           | Vlag van Turkije             |        | 20B         |           |           |
|                        | Ricky Cockerill (3)      | Vlag van Nieuw-Zeeland       |        | 21A         |           |           |
|                        | Humberto Contreras (1)   | Vlag van Mexico              |        | 21B         |           |           |
|                        | Gareth Echardt (3)       | Vlag van Zuid-Afrika         |        | 22A         |           |           |
|                        | Edward Ka-Yin Chow (1)   | Vlag van Hongkong            |        | 22B         |           |           |
|                        | Takeshi Honda (9)        | Vlag van Japan               |        | tzt *       |           |           |

| Vrouwen                | Vrouwen                   | Vrouwen                        | Vrouwen | Vrouwen     | Vrouwen   | Vrouwen   |
| #                      | naam (deelnames)          | land                           | punten  | kwalif. A/B | korte kür | lange kür |
| ---------------------- | ------------------------- | ------------------------------ | ------- | ----------- | --------- | --------- |
| Goud                   | Irina Sloetskaja (9)      | Vlag van Rusland               | 222.71  | 1A          | 1         | 1         |
| Zilver                 | Sasha Cohen (4)           | Vlag van Verenigde Staten      | 214.39  | 1B          | 2         | 2         |
| Brons                  | Carolina Kostner (3)      | Vlag van Italië                | 200.56  | 3A          | 4         | 4         |
| 4                      | Michelle Kwan (12)        | Vlag van Verenigde Staten      | 200.19  | 5A          | 3         | 3         |
| 5                      | Fumie Suguri (7)          | Vlag van Japan                 | 196.01  | 2A          | 10        | 5         |
| 6                      | Miki Ando (2)             | Vlag van Japan                 | 193.14  | 2B          | 7         | 7         |
| 7                      | Jelena Sokolova (4)       | Vlag van Rusland               | 189.48  | 3B          | 6         | 8         |
| 8                      | Susanna Pöykiö (3)        | Vlag van Finland               | 187.67  | 4B          | 8         | 6         |
| 9                      | Shizuka Arakawa (4)       | Vlag van Japan                 | 185.73  | 4A          | 5         | 9         |
| 10                     | Elena Liasjenko (11)      | Vlag van Oekraïne              | 174.18  | 6A          | 11        | 12        |
| 11                     | Joannie Rochette (3)      | Vlag van Canada                | 172.99  | 5B          | 9         | 15        |
| 12                     | Júlia Sebestyén (8)       | Vlag van Hongarije             | 167.56  | 6B          | 12        | 16        |
| 13                     | Idora Hegel (6)           | Vlag van Kroatië               | 164.97  | 8B          | 13        | 13        |
| 14                     | Sarah Meier (4)           | Vlag van Zwitserland           | 164.68  | 7A          | 20        | 10        |
| 15                     | Annette Dytrt (2)         | Vlag van Duitsland             | 163.49  | 7B          | 14        | 14        |
| 16                     | Joanne Carter (3)         | Vlag van Australië             | 163.38  | 9B          | 15        | 11        |
| 17                     | Jennifer Kirk (3)         | Vlag van Verenigde Staten      | 156.81  | 9A          | 18        | 17        |
| 18                     | Viktória Pavuk (1)        | Vlag van Hongarije             | 148.46  | 12B         | 17        | 18        |
| 19                     | Lina Johansson (1)        | Vlag van Zweden                | 145.94  | 11B         | 19        | 20        |
| 20                     | Cynthia Phaneuf (1)       | Vlag van Canada                | 143.44  | 8A          | 22        | 21        |
| 21                     | Liu Yan (1)               | Vlag van China                 | 142.33  | 10B         | 25        | 19        |
| 22                     | Jenna McCorkell (3)       | Vlag van Verenigd Koninkrijk   | 142.00  | 10A         | 16        | 22        |
| 23                     | Candice Didier (1)        | Vlag van Frankrijk             | 129.68  | 12A         | 21        | 23        |
| 24                     | Karen Venhuizen (3)       | Vlag van Nederland             | 125.58  | 11A         | 24        | 24        |
| Vrije kür niet bereikt |                           |                                |         |             |           |           |
| 25                     | Andrea Kreuzer (1)        | Vlag van Oostenrijk            |         | 14A         | 23        |           |
| 26                     | Sara Falotico (3)         | Vlag van België                |         | 13B         | 27        |           |
| 27                     | Tugba Karademir (3)       | Vlag van Turkije               |         | 15B         | 26        |           |
| 28                     | Roxana Luca (6)           | Vlag van Roemenië              |         | 13A         | 28        |           |
| 29                     | Fleur Maxwell (1)         | Vlag van Luxemburg             |         | 15A         | 29        |           |
| 30                     | Choi Ji-eun (3)           | Vlag van Zuid-Korea            |         | 14B         | 30        |           |
| Korte kür niet bereikt |                           |                                |         |             |           |           |
|                        | Tamar Katz (1)            | Vlag van Israël                |         | 16A         |           |           |
|                        | Sonja Radeva (1)          | Vlag van Bulgarije             |         | 16B         |           |           |
|                        | Laura Fernandez (1)       | Vlag van Spanje                |         | 17A         |           |           |
|                        | Elena Glebova (1)         | Vlag van Estland               |         | 17B         |           |           |
|                        | Evgenia Melnik (1)        | Vlag van Wit-Rusland           |         | 18A         |           |           |
|                        | Michelle Cantu (3)        | Vlag van Mexico                |         | 18B         |           |           |
|                        | Daria Timoshenko (3)      | Vlag van Azerbeidzjan          |         | 19B         |           |           |
|                        | Gintare Vostrecovaite (4) | Vlag van Litouwen              |         | 20B         |           |           |
|                        | Shirene Human (9)         | Vlag van Zuid-Afrika           |         | 21B         |           |           |
|                        | Nina Bates (2)            | Vlag van Bosnië en Herzegovina |         | tzt *       |           |           |
|                        | Diane Chen (5)            | Vlag van Taiwan                |         | tzt *       |           |           |

### Paren / IJsdansen
| Paren  | Paren                                          | Paren                     | Paren  | Paren     | Paren     |
| #      | naam (deelnames)                               | land                      | punten | korte kür | lange kür |
| ------ | ---------------------------------------------- | ------------------------- | ------ | --------- | --------- |
| Goud   | Tatjana Totmjanina Maksim Marinin (7)          | Vlag van Rusland          | 198.49 | 1         | 1         |
| Zilver | Maria Petrova (9) Aleksej Tichonov (8)         | Vlag van Rusland          | 188.21 | 2         | 2         |
| Brons  | Zhang Dan Zhang Hao (4)                        | Vlag van China            | 180.22 | 4         | 3         |
| 4      | Pang Qing Tong Jian (7)                        | Vlag van China            | 177.33 | 5         | 4         |
| 5      | Joelija Obertas (5) Sergej Slavnov (3)         | Vlag van Rusland          | 174.43 | 6         | 5         |
| 6      | Aliona Savchenko (2) Robin Szolkowy (1)        | Vlag van Duitsland        | 169.02 | 8         | 6         |
| 7      | Dorota Zagórska (11) Mariusz Siudek (13)       | Vlag van Polen            | 167.68 | 7         | 7         |
| 8      | Utako Wakamatsu (1) Jean-Sebastien Fecteau (2) | Vlag van Canada           | 159.42 | 9         | 8         |
| 9      | Valerie Marcoux (3) Craig Buntin (2)           | Vlag van Canada           | 156.83 | 10        | 9         |
| 10     | Tatjana Volosozjar (3) Stanislav Morozov (5)   | Vlag van Oekraïne         | 156.38 | 11        | 11        |
| 11     | Rena Inoue (4) John Baldwin jr. (3)            | Vlag van Verenigde Staten | 155.64 | 12        | 10        |
| 12     | Kathryn Orscher Garrett Lucash (3)             | Vlag van Verenigde Staten | 143.16 | 14        | 12        |
| 13     | Marylin Pla Yannick Bonheur (1)                | Vlag van Frankrijk        | 135.22 | 13        | 13        |
| 14     | Marina Aganina Artem Knyazev (4)               | Vlag van Oezbekistan      | 123.60 | 15        | 15        |
| 15     | Olga Bestandigova Jozef Bestandig (5)          | Vlag van Slowakije        | 123.40 | 18        | 14        |
| 16     | Diana Rennik Aleksei Saks (3)                  | Vlag van Estland          | 122.59 | 16        | 16        |
| 17     | Roemjana Spassova Stanimir Todorov (1)         | Vlag van Bulgarije        | 115.85 | 20        | 17        |
| 18     | Julia Shapiro Vadim Akolzin (2)                | Vlag van Israël           | 115.02 | 17        | 18        |
| 19     | Olga Boguslavska (4) Andrei Brovenko (3)       | Vlag van Letland          | 108.78 | 19        | 19        |
| -      | Shen Xue Zhao Hongbo (11)                      | Vlag van China            |        | 3         | tzt *     |

| IJsdansen              | IJsdansen                                   | IJsdansen                    | IJsdansen | IJsdansen  | IJsdansen | IJsdansen |
| #                      | naam (deelnames)                            | land                         | punten    | verpl. kür | org. kür  | vrije kür |
| ---------------------- | ------------------------------------------- | ---------------------------- | --------- | ---------- | --------- | --------- |
| Goud                   | Tatjana Navka (11) Roman Kostomarov (7)     | Vlag van Rusland             | 227.81    | 1          | 1         | 1         |
| Zilver                 | Tanith Belbin Benjamin Agosto (5)           | Vlag van Verenigde Staten    | 221.26    | 2          | 2         | 2         |
| Brons                  | Olena Hroesjyna Roeslan Hontsjarov (11)     | Vlag van Oekraïne            | 213.95    | 3          | 3         | 4         |
| 4                      | Isabelle Delobel Olivier Schoenfelder (8)   | Vlag van Frankrijk           | 211.15    | 6          | 6         | 3         |
| 5                      | Albena Denkova (13) Maksim Staviski (9)     | Vlag van Bulgarije           | 208.46    | 4          | 4         | 5         |
| 6                      | Galit Chait (11) Sergei Sakhnovski (10)     | Vlag van Israël              | 204.31    | 7          | 5         | 6         |
| 7                      | Marie-France Dubreuil Patrice Lauzon (6)    | Vlag van Canada              | 198.98    | 5          | 8         | 7         |
| 8                      | Oksana Domnina Maksim Sjabalin (3)          | Vlag van Rusland             | 190.20    | 8          | 7         | 8         |
| 9                      | Federica Faiella (5) Massimo Scali (4)      | Vlag van Italië              | 186.90    | 9          | 9         | 9         |
| 10                     | Megan Wing Aaron Lowe (4)                   | Vlag van Canada              | 180.42    | 10         | 10        | 10        |
| 11                     | Melissa Gregory Denis Petukhov (2)          | Vlag van Verenigde Staten    | 173.00    | 11         | 12        | 11        |
| 12                     | Sinead Kerr John Kerr (2)                   | Vlag van Verenigd Koninkrijk | 170.08    | 12         | 11        | 13        |
| 13                     | Kristin Fraser (5) Igor Loekanin (6)        | Vlag van Azerbeidzjan        | 167.24    | 14         | 13        | 12        |
| 14                     | Svetlana Kulikova Vitali Novikov (2)        | Vlag van Rusland             | 166.51    | 13         | 14        | 14        |
| 15                     | Nóra Hoffmann Attila Elek (3)               | Vlag van Hongarije           | 156.70    | 15         | 17        | 16        |
| 16                     | Nozomi Watanabe Akiyuki Kido (3)            | Vlag van Japan               | 155.74    | 17         | 15        | 18        |
| 17                     | Anastasia Grebenkina (4) Vazgen Azrojan (4) | Vlag van Armenië             | 154.84    | 18         | 16        | 17        |
| 18                     | Natalia Gudina Alexei Beletski (4)          | Vlag van Israël              | 153.33    | 19         | 18        | 15        |
| 19                     | Nathalie Pechalat Fabian Bourzat (2)        | Vlag van Frankrijk           | 149.63    | 16         | 23        | 19        |
| 20                     | Christina Beier William Beier (1)           | Vlag van Duitsland           | 142.69    | 21         | 20        | 20        |
| 21                     | Joelia Holovina Oleg Voiko (3)              | Vlag van Oekraïne            | 137.37    | 23         | 21        | 21        |
| 22                     | Aleksandra Kauc (3) Michał Zych (2)         | Vlag van Polen               | 136.37    | 22         | 22        | 22        |
| 23                     | Yang Fang Gao Chongbo (2)                   | Vlag van China               | 135.65    | 20         | 19        | 23        |
| 24                     | Alessia Aureli Andrea Vaturi (1)            | Vlag van Italië              | 126.87    | 26         | 24        | 24        |
| Vrije kür niet bereikt |                                             |                              |           |            |           |           |
| 25                     | Laura Munana Luke Munana (1)                | Vlag van Mexico              |           | 25         | 25        |           |
| 26                     | Judith Haunstetter Arne Hönlein (1)         | Vlag van Duitsland           |           | 27         | 27        |           |
| 27                     | Olga Akimova Alexander Shakalov (1)         | Vlag van Oezbekistan         |           | 24         | 29        |           |
| 28                     | Natalie Buck (4) Trent Nelson-Bond (5)      | Vlag van Australië           |           | 28         | 28        |           |
| 29                     | Daniela Keller Fabian Keller (1)            | Vlag van Zwitserland         |           | 29         | 26        |           |
| 30                     | Anna Galcheniuk Oleg Krupen (1)             | Vlag van Wit-Rusland         |           | 30         | 30        |           |